# Mucsi, Tolna
Mucsi  este un sat în districtul Tamás, județul Tolna, Ungaria, având o populație de 475 de locuitori (2011). 

## Demografie
Componența etnică a satului Mucsi
     Maghiari (92,28%)
     Romi (4,75%)
     Germani (2,97%)
Componența confesională a satului Mucsi
     Romano-catolici (39,16%)
     Fără religie (9,47%)
     Reformați (8%)
     Necunoscută (43,37%)
Conform recensământului din 2011, satul Mucsi avea 475 de locuitori. Din punct de vedere etnic, majoritatea locuitorilor (92,28%) erau maghiari, existând și minorități de romi (4,75%) și germani (2,97%). Nu există o religie majoritară, locuitorii fiind romano-catolici (39,16%), persoane fără religie (9,47%) și reformați (8,0%). Pentru 43,37% din locuitori nu este cunoscută apartenența confesională.